# US Open 2011
Gli US Open 2011 sono stati un torneo di tennis che si è giocato all'USTA Billie Jean King National Tennis Center di Flushing Meadows a New York, su campi di cemento DecoTurf all'aperto. Si è trattato della 131ª edizione degli US Open, quarta e ultima prova del Grande Slam nell'ambito dell'ATP World Tour 2011 e del WTA Tour 2011.
I campioni uscenti dei singolari maschile e femminile erano Rafael Nadal e Kim Clijsters. Quest'ultima non ha potuto difendere il titolo per un infortunio ai muscoli dell'addome. Nel singolare maschile Novak Đoković ha conquistato il suo quarto titolo del Grande Slam della sua carriera, mentre nel singolare femminile Samantha Stosur ha vinto il suo primo Major.

## Sommario
Novak Đoković si è aggiudicato il torneo del singolare maschile battendo all'esordio l'irlandese Conor Niland che si è ritirato sul punteggio di 6–0, 5–1. Nel secondo turno ha avuto la meglio sull'argentino Carlos Berlocq in tre set con il punteggio di 6–0, 6–0, 6–2. Nel turno successivo ha dovuto giocare tre set per battere il russo Nikolaj Davydenko battuto per 6–3, 6–4, 6–2. Negli ottavi di finale ha sconfitto l'ucraino Aleksandr Dolhopolov in tre set per 7–6(14), 6–4, 6–2. Nei quarti ha avuto la meglio sul connazionale Janko Tipsarević che si è ritirato sul punteggio di 7–6(2), 6(3)–7, 6–0, 3–0. In semifinale ha battuto lo svizzero Roger Federer in cinque set con il punteggio di 6(7)–7, 4–6, 6–3, 6–2, 7–5, salvando due match point. In finale ha sconfitto Rafael Nadal in quattro set con il punteggio di 6–2, 6–4, 6(3)–7, 6–1.
Samantha Stosur a sorpresa ha vinto il torneo del singolare femminile. Nel primo turno ha battuto la svedese Sofia Arvidsson con il punteggio di 6–2, 6–3. Nel secondo turno ha sconfitto per 6–2, 6–1 la statunitense Coco Vandeweghe. Nel turno successivo ha avuto la meglio sulla russa Nadia Petrova con il punteggio di 7–6(5), 6(5)–7, 7–5. Negli ottavi di finale ha battuto Marija Kirilenko per 6–2, 6(15)–7, 6–3. Nei quarti Vera Zvonarëva ha ceduto per 6–3, 6–3. In semifinale ha battuto Angelique Kerber per 6–3, 2–6, 6–2 e in finale la statunitense Serena Williams con il punteggio di 6–2, 6–3.

## Programma del torneo
Il torneo si è svolto in quindici giornate divise in due settimane. A causa della pioggia il torneo si è protratto fino a lunedì 12 settembre.

## Qualificazioni, wildcard e sorteggio
Le qualificazioni hanno assegnato sedici posti per ciascuno dei due tornei di singolare e si sono disputate fra il 23 e il 27 agosto 2011.

### Singolare maschile
- Serhij Bubka
- Frank Dancevic
- Jonathan Dasnières de Veigy
- Robert Farah
- Augustin Gensse
- Jesse Huta Galung
- Marsel İlhan
- Malek Jaziri
- Romain Jouan
- Jean-René Lisnard
- Conor Niland
- Vasek Pospisil
- Gō Soeda
- Louk Sorensen
- João Souza
- Michael Yani

### Singolare femminile
1. Ekaterina Byčkova
2. Latisha Chan
3. Vitalija D'jačenko
4. Marina Eraković
5. Stéphanie Foretz
6. Réka-Luca Jani
7. Karin Knapp
8. Michaëlla Krajicek
9. Noppawan Lertcheewakarn
10. Romina Oprandi
11. Aleksandra Panova
12. Urszula Radwańska
13. Laura Robson
14. Sílvia Soler Espinosa
15. Galina Voskoboeva
16. Aleksandra Wozniak

## Wildcard
Le wildcard sono state assegnate a:

### Singolare maschile
- Julien Benneteau
- Robby Ginepri
- Ryan Harrison
- Marinko Matosevic
- Steve Johnson
- Bobby Reynolds
- Jack Sock
- Donald Young

### Singolare femminile
- Jill Craybas
- Lauren Davis
- Casey Dellacqua
- Jamie Hampton
- Madison Keys
- Aravane Rezaï
- Alison Riske
- Sloane Stephens

### Doppio maschile
- Jack Sock /  Jackson Withrow
- Bradley Klahn /  David Martin
- Michael Shabaz /  Ryan Sweeting
- Steve Johnson /  Denis Kudla
- Robby Ginepri /  Rhyne Williams
- Travis Parrott /  Bobby Reynolds
- Jeff Dadamo /  Austin Krajicek

### Doppio femminile
- Jessica Pegula /  Taylor Townsend
- Alexa Glatch /  Jamie Hampton
- Hilary Barte /  Mallory Burdette
- Lauren Davis /  Nicole Gibbs
- Samantha Crawford /  Madison Keys
- Melanie Oudin /  Ahsha Rolle
- Alison Riske /  Sloane Stephens

### Doppio misto
- Melanie Oudin /  Jack Sock
- Christina Fusano /  David Martin
- Taylor Townsend /  Donald Young
- Coco Vandeweghe /  Eric Butorac
- Mashona Washington /  Michael Russell
- Raquel Kops-Jones /  Rajeev Ram
- Abigail Spears /  Travis Parrott
- Irina Falconi /  Steve Johnson

Il sorteggio dei tabelloni principali è stato effettuato il 25 agosto 2011.

## Tennisti partecipanti ai singolari

### Singolare maschile
- Singolare maschile

| Campione                  | Campione                   | Finalista               | Finalista              |
| ------------------------- | -------------------------- | ----------------------- | ---------------------- |
| Novak Đoković (1)         | Novak Đoković (1)          | Rafael Nadal (2)        | Rafael Nadal (2)       |
| Semifinalisti             |                            |                         |                        |
| Roger Federer (3)         | Roger Federer (3)          | Andy Murray (4)         | Andy Murray (4)        |
| Eliminati ai quarti       |                            |                         |                        |
| Janko Tipsarević (20)     | Jo-Wilfried Tsonga (11)    | John Isner (28)         | Andy Roddick (21)      |
| Eliminati agli ottavi     |                            |                         |                        |
| Aleksandr Dolhopolov (22) | Juan Carlos Ferrero        | Juan Mónaco             | Mardy Fish (8)         |
| Gilles Simon (12)         | Donald Young               | David Ferrer (5)        | Gilles Müller          |
| Eliminati al 3º turno     |                            |                         |                        |
| Nikolaj Davydenko         | Ivo Karlović               | Tomáš Berdych (9)       | Marcel Granollers (31) |
| Marin Čilić (27)          | Tommy Haas                 | Fernando Verdasco       | Kevin Anderson         |
| Alex Bogomolov Jr.        | Juan Martín del Potro (18) | Juan Ignacio Chela (24) | Feliciano López (25)   |
| Florian Mayer (26)        | Julien Benneteau           | Igor' Kunicyn           | David Nalbandian       |
| Eliminati al 2º turno     |                            |                         |                        |
| Carlos Berlocq            | Potito Starace             | Flavio Cipolla          | Richard Gasquet (13)   |
| Fabio Fognini             | Philipp Petzschner         | Michail Kukuškin        | Gaël Monfils (7)       |
| Dudi Sela                 | Bernard Tomić              | Radek Štěpánek (23)     | Alejandro Falla        |
| Serhij Bubka              | Marsel İlhan               | Michaël Llodra (27)     | Malek Jaziri           |
| Rogério Dutra da Silva    | Robby Ginepri              | Diego Junqueira         | Guillermo García López |
| Stan Wawrinka (14)        | Steve Darcis               | Vasek Pospisil          | Robin Haase            |
| James Blake               | Jean-René Lisnard          | Jack Sock               | Denis Istomin          |
| Ernests Gulbis            | Jürgen Melzer (17)         | Ivan Ljubičić (30)      | Nicolas Mahut          |
| Eliminati al 1º turno     |                            |                         |                        |
| Conor Niland              | Pere Riba Madrid           | Michael Berrer          | Ivan Dodig (32)        |
| Frederico Gil             | Kei Nishikori              | Fernando González       | Serhij Stachovs'kyj    |
| Romain Jouan              | Horacio Zeballos           | Albert Ramos Viñolas    | Augustin Gensse        |
| Xavier Malisse            | Albert Montañés            | Pablo Andújar           | Grigor Dimitrov        |
| Santiago Giraldo          | Thomaz Bellucci            | Michael Yani            | Ryan Harrison          |
| Philipp Kohlschreiber     | Andreas Seppi              | Jonathan Dásnieres      | Viktor Troicki (15)    |
| Lu Yen-hsun               | Andreas Haider-Maurer      | Frank Dancevic          | Jarkko Nieminen        |
| Victor Hănescu            | Gō Soeda                   | Thiemo de Bakker        | Tobias Kamke           |
| Louk Sorensen             | Steve Johnson              | João Souza              | Marcos Baghdatis       |
| Filippo Volandri          | Karol Beck                 | Daniel Gimeno Traver    | Ricardo Mello          |
| Máximo González           | Lukáš Lacko                | Dmitrij Tursunov        | Marinko Matosevic      |
| Tatsuma Itō               | Lukáš Rosol                | Rui Machado             | Somdev Devvarman       |
| Igor' Andreev             | Jesse Huta Galung          | Olivier Rochus          | Adrian Mannarino       |
| Michael Russell           | Marc Gicquel               | Ryan Sweeting           | Nicolás Almagro (10)   |
| Michail Južnyj            | Édouard Roger-Vasselin     | Mathias Bachinger       | Éric Prodon            |
| Blaž Kavčič               | Bobby Reynolds             | Robert Farah            | Andrej Golubev         |

### Singolare femminile
- Singolare femminile

| Campionessa                      | Campionessa                   | Finalista               | Finalista                    |
| -------------------------------- | ----------------------------- | ----------------------- | ---------------------------- |
| Samantha Stosur (9)              | Samantha Stosur (9)           | Serena Williams (28)    | Serena Williams (28)         |
| Semifinaliste                    |                               |                         |                              |
| Caroline Wozniacki (1)           | Caroline Wozniacki (1)        | Angelique Kerber        | Angelique Kerber             |
| Eliminate ai quarti              |                               |                         |                              |
| Andrea Petković (10)             | Anastasija Pavljučenkova (17) | Flavia Pennetta (26)    | Vera Zvonarëva (2)           |
| Eliminate agli ottavi            |                               |                         |                              |
| Svetlana Kuznecova (15)          | Carla Suárez Navarro          | Ana Ivanović (16)       | Francesca Schiavone (7)      |
| Monica Niculescu                 | Peng Shuai (13)               | Marija Kirilenko (25)   | Sabine Lisicki (22)          |
| Eliminate al 3º turno            |                               |                         |                              |
| Vania King                       | Akgul Amanmuradova            | Roberta Vinci (18)      | Sílvia Soler Espinosa        |
| Viktoryja Azaranka (4)           | Sloane Stephens               | Jelena Janković (11)    | Chanelle Scheepers           |
| Lucie Šafářová (27)              | Alla Kudrjavceva              | Julia Görges (19)       | Marija Šarapova (3)          |
| Christina McHale                 | Nadia Petrova (24)            | Irina Falconi           | Anabel Medina Garrigues (30) |
| Eliminate al 2º turno            |                               |                         |                              |
| Arantxa Rus                      | Jarmila Gajdošová (29)        | Pauline Parmentier      | Elena Baltacha               |
| Jie Zheng                        | Alizé Cornet                  | Kaia Kanepi (31)        | Simona Halep                 |
| Gisela Dulko                     | Michaëlla Krajicek            | Shahar Peer (23)        | Petra Cetkovská              |
| Jelena Dokić                     | Petra Martić                  | Mona Barthel            | Mirjana Lučić-Baroni         |
| Alexandra Dulgheru               | Madison Keys                  | Yanina Wickmayer (20)   | Agnieszka Radwańska (12)     |
| Cvetana Pironkova                | Laura Pous Tió                | Romina Oprandi          | Nastas'sja Jakimava          |
| Marion Bartoli (8)               | Vera Duševina                 | Polona Hercog           | Coco Vandeweghe              |
| Dominika Cibulková (14)          | Venus Williams                | Laura Robson            | Kateryna Bondarenko          |
| Eliminate al 1º turno            |                               |                         |                              |
| Nuria Llagostera Vives           | Elena Vesnina                 | Gréta Arn               | Iveta Benešová               |
| Daniela Hantuchová (21)          | Tamira Paszek                 | Jamie Hampton           | Sara Errani                  |
| Ekaterina Byčkova                | Vitalija D'jačenko            | Casey Dellacqua         | Irina-Camelia Begu           |
| Tamarine Tanasugarn              | Kimiko Date                   | Mathilde Johansson      | Li Na (6)                    |
| Johanna Larsson                  | Rebecca Marino                | Eléni Daniilídou        | Bojana Jovanovski            |
| Sania Mirza                      | Réka-Luca Jani                | Elena Rodina            | Ksenija Pervak               |
| Alison Riske                     | Vol'ha Havarcova              | Barbora Strýcová        | Anna Tatišvili               |
| María José Martínez Sánchez (32) | Anne Keothavong               | Marina Eraković         | Galina Voskoboeva            |
| Petra Kvitová (5)                | Patricia Mayr-Achleitner      | Jill Craybas            | Magdaléna Rybáriková         |
| Sorana Cîrstea                   | Anastasija Rodionova          | Lauren Davis            | Urszula Radwańska            |
| Varvara Lepchenko                | Virginie Razzano              | Misaki Doi              | Kristina Barrois             |
| Aravane Rezaï                    | Melanie Oudin                 | Noppawan Lertcheewakarn | Heather Watson               |
| Aleksandra Panova                | Aleksandra Wozniak            | Anastasija Sevastova    | Ekaterina Makarova           |
| Latisha Chan                     | Bethanie Mattek-Sands         | Alberta Brianti         | Sofia Arvidsson              |
| Zhang Shuai                      | Klára Zakopalová              | Vesna Dolonc            | Al'ona Bondarenko            |
| Karin Knapp                      | Ayumi Morita                  | Lucie Hradecká          | Stéphanie Foretz             |

## Seniors

### Singolare maschile
Novak Đoković ha sconfitto in finale  Rafael Nadal con il punteggio di 6–2, 6–4, 6(3)–7, 6–1.
- È il decimo titolo dell'anno per Đoković ed il quarto titolo del Grande Slam in carriera.

### Singolare femminile
Samantha Stosur ha battuto in finale  Serena Williams con il punteggio di 6–2, 6–3.
- È il primo Slam in carriera per la Stosur, il terzo titolo in totale.

### Doppio maschile
Jürgen Melzer /  Philipp Petzschner hanno sconfitto in finale  Mariusz Fyrstenberg /  Marcin Matkowski con il punteggio di 6–2, 6–2.

### Doppio femminile
Liezel Huber /  Lisa Raymond hanno sconfitto in finale  Vania King /  Jaroslava Švedova con il punteggio di 4–6, 7–6(5), 7–6(3).

### Doppio misto
Melanie Oudin /  Jack Sock hanno sconfitto in finale  Gisela Dulko /  Eduardo Schwank con il punteggio di 7–6(4), 4–6, [10–8].

## Junior

### Singolare ragazzi
Oliver Golding ha sconfitto in finale  Jiří Veselý con il punteggio di 5–7, 6–3, 6–4.

### Singolare ragazze
Grace Min ha sconfitto in finale  Caroline Garcia con il punteggio di 7–5, 7–6(3).

### Doppio ragazzi
Robin Kern /  Julian Lenz hanno sconfitto in finale  Maxim Dubarenco /  Vladyslav Manafov con il punteggio di 7–5, 6–4.

### Doppio ragazze
Irina Chromačëva /  Demi Schuurs hanno sconfitto in finale  Gabrielle Andrews /  Taylor Townsend con il punteggio di 6–4, 5–7, [10–5].

## Tennisti in carrozzina

### Singolare maschile carrozzina
Shingo Kunieda ha sconfitto in finale  Stéphane Houdet con il punteggio di 3–6, 6–1, 6–0.
- È il suo quarto US Open consecutivo.

### Singolare femminile carrozzina
Esther Vergeer ha sconfitto in finale  Aniek van Koot con il punteggio di 6–2, 6–1.
- È il 38º titolo del Grande Slam per Vergeer, il 19° in singolare.

### Quad singolare
David Wagner ha vinto la finale per ritiro di  Peter Norfolk sul punteggio di 7–5, 3–1.

### Doppio maschile carrozzina
Stéphane Houdet /  Nicolas Peifer hanno sconfitto in finale  Maikel Scheffers /  Ronald Vink con il punteggio di 6–3, 6–1.

### Doppio femminile carrozzina
Esther Vergeer /  Sharon Walraven hanno sconfitto in finale  Jiske Griffoen /  Aniek van Koot con il punteggio di 7–5, 6(8)–7, 6–4.
- È il 37º titolo del Grande Slam per Vergeer, il 19° in doppio.

### Quad doppio
David Wagner /  Nick Taylor hanno conquistato il titolo grazie al ritiro di  Peter Norfolk /  Noam Gershony.

## Teste di serie nel singolare
Le seguenti tabelle illustrano i giocatori e le giocatrici che non hanno partecipato al torneo, quelli che sono stati eliminati, e i loro nuovi punteggi nelle classifiche ATP e WTA. Le teste di serie sono assegnate in base ai ranking ATP e WTA del 22 agosto 2011.
| Legenda colori             |
| Vincitore                  |
| Finalista                  |
| Semifinalista              |
| Quarti di finale           |
| Eliminati a 1T, 2T, 3T, 4T |
| Non partecipa              |

### Classifica singolare maschile
| Testa di serie | Ranking | Giocatore             | Punti | Punti da difendere | Punti conquistati | Nuovo punteggio | Situazione                                |
| -------------- | ------- | --------------------- | ----- | ------------------ | ----------------- | --------------- | ----------------------------------------- |
| 1              | 1       | Novak Đoković         | 13920 | 1200               | 2000              | 14720           | Vittoria in finale contro Rafael Nadal    |
| 2              | 2       | Rafael Nadal          | 11420 | 2000               | 1200              | 10620           | Sconfitto in finale da Novak Đoković      |
| 3              | 3       | Roger Federer         | 8380  | 720                | 720               | 8380            | Eliminato in semifinale da Novak Đoković  |
| 4              | 4       | Andy Murray           | 6535  | 90                 | 720               | 7165            | Eliminato in semifinale da Rafael Nadal   |
| 5              | 5       | David Ferrer          | 4200  | 180                | 180               | 4200            | Eliminato al 4T da Andy Roddick           |
| 6              | 6       | Robin Söderling       | 4145  | 360                | 0                 | 3785            | Infortunio al polso                       |
| 7              | 7       | Gaël Monfils          | 3165  | 360                | 45                | 2850            | Eliminato al 2T da Juan Carlos Ferrero    |
| 8              | 8       | Mardy Fish            | 2820  | 180                | 180               | 2820            | Eliminato al 4T da Jo-Wilfried Tsonga     |
| 9              | 9       | Tomáš Berdych         | 2690  | 10                 | 90                | 2770            | Ritirato al 3T contro Janko Tipsarević    |
| 10             | 10      | Nicolás Almagro       | 2380  | 90                 | 10                | 2300            | Eliminato al 1T da Julien Benneteau       |
| 11             | 11      | Jo-Wilfried Tsonga    | 2350  | 0                  | 360               | 2710            | Eliminato ai quarti da Roger Federer      |
| 12             | 12      | Gilles Simon          | 2325  | 90                 | 180               | 2415            | Eliminato al 4T da John Isner             |
| 13             | 13      | Richard Gasquet       | 2080  | 180                | 45                | 1945            | Eliminato al 2T da Ivo Karlović           |
| 14             | 14      | Stan Wawrinka         | 2035  | 360                | 45                | 1720            | Eliminato al 2T da Donald Young           |
| 15             | 15      | Viktor Troicki        | 1935  | 10                 | 10                | 1935            | Eliminato al 1T da Alejandro Falla        |
| 16             | 16      | Michail Južnyj        | 1955  | 720                | 10                | 1245            | Eliminato al 1T da Ernests Gulbis         |
| 17             | 17      | Jürgen Melzer         | 1830  | 180                | 45                | 1695            | Eliminato al 2T da Igor' Kunicyn          |
| 18             | 18      | Juan Martín del Potro | 1800  | 0                  | 90                | 1890            | Eliminato al 3T da Gilles Simon           |
| 19             | 19      | Fernando Verdasco     | 1785  | 180                | 90                | 1695            | Eliminato al 3T da Jo-Wilfried Tsonga     |
| 20             | 20      | Janko Tipsarević      | 1740  | 90                 | 360               | 2010            | Ritirato ai quarti contro Novak Đoković   |
| 21             | 21      | Andy Roddick          | 1680  | 45                 | 360               | 1995            | Eliminato ai quarti da Rafael Nadal       |
| 22             | 22      | Aleksandr Dolhopolov  | 1530  | 10                 | 180               | 1700            | Eliminato al 4T da Novak Đoković          |
| 23             | 23      | Radek Štěpánek        | 1440  | 10                 | 45                | 1475            | Ritirato al 2T contro Juan Mónaco         |
| 24             | 24      | Juan Ignacio Chela    | 1440  | 45                 | 90                | 1485            | Eliminato al 3T da Donald Young           |
| 25             | 25      | Feliciano López       | 1415  | 180                | 90                | 1325            | Eliminato al 3T da Andy Murray            |
| 26             | 26      | Florian Mayer         | 1405  | 10                 | 90                | 1485            | Eliminato al 3T da David Ferrer           |
| 27             | 27      | Marin Čilić           | 1375  | 45                 | 90                | 1420            | Eliminato al 3T da Roger Federer          |
| 28             | 28      | John Isner            | 1500  | 90                 | 360               | 1770            | Eliminato ai quarti da Andy Murray        |
| N/A            | 29      | Milos Raonic          | 1313  | 35                 | 0                 | 1278            | Infortunio all'anca                       |
| 29             | 30      | Michaël Llodra        | 1280  | 90                 | 45                | 1235            | Eliminato al 2T da Kevin Anderson         |
| 30             | 31      | Ivan Ljubičić         | 1280  | 10                 | 45                | 1315            | Eliminato al 2T da David Nalbandian       |
| 31             | 32      | Marcel Granollers     | 1253  | 45                 | 90                | 1298            | Ritirato al 3T contro Juan Carlos Ferrero |
| 32             | 33      | Ivan Dodig            | 1207  | 70                 | 10                | 1147            | Eliminato al 1T da Nikolaj Davydenko      |

### Classifica singolare femminile
| Testa di serie | Ranking | Giocatrice                  | Punti | Punti da difendere | Punti conquistati | Nuovo punteggio | Situazione                                  |
| -------------- | ------- | --------------------------- | ----- | ------------------ | ----------------- | --------------- | ------------------------------------------- |
| 1              | 1       | Caroline Wozniacki          | 9335  | 900                | 900               | 9335            | Eliminata in semifinale da Serena Williams  |
| 2              | 2       | Vera Zvonarëva              | 6820  | 1400               | 500               | 5920            | Eliminata ai quarti da Samantha Stosur      |
| N/A            | 3       | Kim Clijsters               | 6501  | 2000               | 0                 | 4501            | Infortunio agli addominali                  |
| 3              | 4       | Marija Šarapova             | 6346  | 280                | 160               | 6226            | Eliminata al 3T da Flavia Pennetta          |
| 4              | 5       | Viktoryja Azaranka          | 5995  | 100                | 160               | 6055            | Eliminata al 3T da Serena Williams          |
| 5              | 6       | Petra Kvitová               | 5685  | 160                | 5                 | 5530            | Eliminata al 1T da Alexandra Dulgheru       |
| 6              | 7       | Li Na                       | 5871  | 5                  | 5                 | 5871            | Eliminata al 1T da Simona Halep             |
| 7              | 8       | Francesca Schiavone         | 5054  | 500                | 280               | 4834            | Eliminata al 4T da Anastasija Pavljučenkova |
| 8              | 9       | Marion Bartoli              | 4225  | 100                | 100               | 4225            | Eliminata al 2T da Christina McHale         |
| 9              | 10      | Samantha Stosur             | 3880  | 500                | 2000              | 5380            | Vittoria in finale contro Serena Williams   |
| 10             | 11      | Andrea Petković             | 3805  | 280                | 500               | 4025            | Eliminata ai quarti da Caroline Wozniacki   |
| 11             | 12      | Jelena Janković             | 3270  | 160                | 160               | 3270            | Eliminata al 3T da Anastasija Pavljučenkova |
| 12             | 13      | Agnieszka Radwańska         | 3270  | 100                | 100               | 3270            | Eliminata al 2T da Angelique Kerber         |
| 13             | 14      | Peng Shuai                  | 2705  | 160                | 280               | 2825            | Eliminata al 4T da Flavia Pennetta          |
| 14             | 15      | Dominika Cibulková          | 2565  | 500                | 100               | 2165            | Eliminata al 2T da Irina Falconi            |
| 15             | 16      | Svetlana Kuznecova          | 2481  | 280                | 280               | 2481            | Eliminata al 4T da Caroline Wozniacki       |
| 16             | 17      | Ana Ivanović                | 2415  | 280                | 280               | 2415            | Eliminata al 4T Serena Williams             |
| 17             | 18      | Anastasija Pavljučenkova    | 2500  | 280                | 500               | 2720            | Eliminata ai quarti da Serena Williams      |
| 18             | 19      | Roberta Vinci               | 2350  | 5                  | 160               | 2505            | Eliminata al 3T da Andrea Petković          |
| 19             | 20      | Julia Görges                | 2335  | 100                | 160               | 2395            | Eliminata al 3T da Peng Shuai               |
| 20             | 21      | Yanina Wickmayer            | 2320  | 280                | 100               | 2140            | Ritirata al 2T contro Alla Kudrjavceva      |
| 21             | 22      | Daniela Hantuchová          | 2220  | 160                | 5                 | 2065            | Eliminata al 1T da Pauline Parmentier       |
| 22             | 23      | Sabine Lisicki              | 2484  | 100                | 280               | 2664            | Eliminata al 4T da Vera Zvonarëva           |
| 23             | 24      | Shahar Peer                 | 2115  | 280                | 100               | 1935            | Eliminata al 2T da Sloane Stephens          |
| 24             | 25      | Nadia Petrova               | 1695  | 5                  | 160               | 1850            | Eliminata al 3T da Samantha Stosur          |
| 25             | 26      | Marija Kirilenko            | 1735  | 160                | 280               | 1855            | Eliminata al 4T da Samantha Stosur          |
| 26             | 27      | Flavia Pennetta             | 1800  | 160                | 500               | 2140            | Eliminata ai quarti da Angelique Kerber     |
| 27             | 28      | Lucie Šafářová              | 1785  | 5                  | 160               | 1940            | Eliminata al 3T da Monica Niculescu         |
| 28             | 29      | Serena Williams             | 1780  | 0                  | 1400              | 3180            | Sconfitta in finale da Samantha Stosur      |
| N/A            | 30      | Alisa Klejbanova            | 1755  | 100                | 0                 | 1655            | Linfoma di Hodgkin                          |
| 29             | 31      | Jarmila Gajdošová           | 1690  | 5                  | 100               | 1785            | Eliminata al 2T da Vania King               |
| 30             | 32      | Anabel Medina Garrigues     | 1610  | 5                  | 160               | 1765            | Eliminata al 3T da Vera Zvonarëva           |
| 31             | 33      | Kaia Kanepi                 | 1508  | 500                | 100               | 1108            | Eliminata al 2T da Sílvia Soler Espinosa    |
| 32             | 34      | María José Martínez Sánchez | 1505  | 5                  | 5                 | 1505            | Eliminata al 1T da Mona Barthel             |
| N/A            | 92      | Angelique Kerber            | 747   | 5                  | 900               | 1642            | Eliminata in semifinale da Samantha Stosur  |

### Assegnazione punteggi
I punteggi delle classifiche ATP e WTA vengono assegnati come illustrato.
| Turno                | Singolare maschile | Doppio maschile | Singolare femminile | Doppio femminile |
| -------------------- | ------------------ | --------------- | ------------------- | ---------------- |
| Vincitore            | 2000               | 2000            | 2000                | 2000             |
| Finale               | 1200               | 1200            | 1400                | 1400             |
| Semifinali           | 720                | 720             | 900                 | 900              |
| Quarti di finale     | 360                | 360             | 500                 | 500              |
| Ottavi di finale     | 180                | 180             | 280                 | 280              |
| Terzo turno          | 90                 | 90              | 160                 | 160              |
| Secondo turno        | 45                 | 0               | 100                 | 5                |
| Primo turno          | 10                 | –               | 5                   | –                |
| Qualificazione       | 25                 | –               | 60                  | –                |
| 3T di qualificazione | 16                 | –               | 50                  | –                |
| 2T di qualificazione | 8                  | –               | 40                  | –                |
| 1T di qualificazione | 0                  | –               | 2                   | –                |

## Premi in denaro
Tutti i premi sono in dollari americani, e il montepremi complessivo è di 23,7 milioni. Nel doppio il premio è assegnato alla coppia.
| Risultato                    | Singolari maschile e femminile | Doppio maschile e femminile | Doppio misto |
| ---------------------------- | ------------------------------ | --------------------------- | ------------ |
| Campioni                     | 1 800 000$                     | 420 000$                    | 150 000$     |
| Finale                       | 900 000$                       | 210 000$                    | 70 000$      |
| Semifinale                   | 450 000$                       | 105 000$                    | 30 000$      |
| Quarti di finale             | 225 000$                       | 50 000$                     | 15 000$      |
| Quarto turno                 | 110 000$                       | 25 000$                     | 10 000$      |
| Terzo turno                  | 55 000$                        | 15 000$                     | 5000$        |
| Secondo turno                | 31 000$                        | 10 000$                     | –            |
| Primo turno                  | 19 000$                        | –                           | –            |
| Ultimo turno qualificazioni  | 8000$                          | –                           | –            |
| Secondo turno qualificazioni | 5625$                          | –                           | –            |
| Primo turno qualificazioni   | 3000$                          | –                           | –            |